# كأس الخليج العربي
كأس الخليج العربي هي بطولة كرة قدم تقام كل عامين في الدول العربية في الخليج العربي. أقيمت أول بطولة في عام 1970م في مملكة البحرين بعد الألعاب الأولمبية في المكسيك وقد بدأت البطولة بأربعة فرق ثم تتالت فرق الخليج العربي للانضمام أن وصلت إلى سبعة فرق، وبعد إندلاع حرب الخليج الثانية اٌستبعد جمهورية العراق التي عادت إلى البطولة في النسخة السابعة عشرة عام 2004م بعد أن ضٌم منتخب الجمهورية اليمنية في الدورة التي قبلها، ليصبح عدد الفرق ثمانية فرق.

## تاريخ
أول من بدأ بفكرة إنشاء بطولة لدول الخليج العربية كان الأمير خالد الفيصل. وفي عام 1968م، أثناء الألعاب الأولمبية المكسيكية عرض الوفد البحريني الفكرة على ستانلي روس، رئيس الفيفا في ذلك الوقت. وبعد عودة الوفد البحريني من المكسيك، عقد الاتحاد البحريني لكرة القدم اجتماعاً لدراسة الفكرة في 19 يونيو عام 1969م في المنامة. أقيمت الدورة الأولى في عام 1970م في البحرين بين 27 مارس و3 أبريل، وشارك فيها أربعة منتخبات هم: دولة الكويت ومملكة البحرين والمملكة العربية السعودية ودولة قطر.
في البطولة التي تلتها عام 1972م دخل منتخب الإمارات البطولة. وفي الدورة الثالثة دخل منتخب سلطنة عُمان، ثم دخل منتخب العراق البطولة الرابعة ليكتمل عدد المنتخبات الخليجية العربية المشاركة في كأس الخليج العربي. في 1979 فاز منتخب العراق بالبطولة، لينهي الاحتكار الكويتي للبطولة والذي ظل 4 دورات متتالية في 9 سنين منذ بدء البطولة.
انسحب كلاً من المنتخب السعودي والمنتخب العراقي في بطولة 1990 المقامة في الكويت، وفكان سبب انسحاب السعودية اعتبارهم أن الأحصنة في شعار البطولة تشير إلى حيوانين استخدمهما الكويتيون في معركة الجهراء في 1919م. أما عن انسحاب العراق فكان في أثناء البطولة، مبررين انسحابهم بالتحكيم المتحيز ضدهم في مباراتهم أمام الإمارات التي تعادلوا فيها.
في بطولة 1992 مُنع منتخب العراق من اللعب في البطولة بسبب الحرب الخليجية الثانية، وفاز بالبطولة منتخب قطر ليكسر الاحتكار العراقي - الكويتي للبطولة الذي ظل 22 عام.
انضم المنتخب اليمني للبطولة في 2003 بالرغم من أن اليمن ليست مطلة على الخليج العربي. وفي بطولة 2004 عاد منتخب العراق للبطولة، ليصبح عدد المنتخبات المشاركة 8 منتخبات، وجرى تغيير في نظام البطولة حيث صارت البطولة تُلعب بنظام مجموعتين ودور خروج مغلوب.
كان من المفترض إقامة بطولة 2013 في العراق، لكن بسبب الأحداث السياسية فيها، أُقيمت البطولة في البحرين، وقُرر قيام البطولة التي بعدها المفترض إقامتها في البحرين، في العراق عوضاً عن هذه البطولة.

## الكأس

صورة كأس الخليج لكرة القدم منذ البطولة الاولى وحتى البطولة الثانية والعشرين

حتى البطولة عام 2014 مر على البطولة ستة تصاميم لكؤوس البطولة
- كانت أول كأس للبطولة صُممت في المنامة وصُنعت في لبنان من الفضة وهي عبارة عن غصنين من الزيتون على الجانبين، وشكل سداسي الأضلاع.
- في بطولة 1976م قدمت دولة قطر تصميماً آخر للكأس وصُنع من الذهب الخالص.
- الكأس الثالثة قدمته المملكة العربية السعودية في بطولة 1988م وهي على شكل جذع شجرة وبأعلاها خريطة دول الخليج العربية، وتم صناعتها في فرنسا، وقد تم سرقة هذا الكأس من دولة الكويت أثناء الغزو والعديد من الكؤوس الأخرى المحلية والخارجية.
- قدمت دولة قطر الكأس الرابعة خلال البطولة الحادية عشر عام 1992م. وصممها الفنان القطري سليمان المالك على شكل مبخر يحملها صقران على الجانبين، ونقشت عليها أعلام دول مجلس التعاون الخليجي. وتم تصنيعها في إيطاليا.
- وقدمت المملكة العربية السعودية الكأس الخامس للمرة الثانية خلال البطولة التي أقيمت في الرياض عام 2002م، وتم تصميم الكأس بشكل مبخر يحمل أعلاه كرة قدم، وخطوطاً ملونة بألوان المنتخبات الخليجية على جوانب الكأس.
- أما عن الكأس السادسة (الحالية) فقد قدمتها دولة قطر وبذلك تكون قطر أكثر من قدمت تصاميماً لكأس الخليج. وتصميم هذه الكأس جاء على شكل مبخر يحمل في أعلاه لؤلؤة بها شرخ يلتئم، وتلتف حولها الغترة والشماغ الخليجي من الأسفل إلى الأعلى، دلالة على تلاحم أبناء الخليج رغم الظروف السياسية في المنطقة. وصُنعت الكأس في مصنع بيرتوني الشهير في إيطاليا، وهو ذات المصنع الذي صُنع فيه كأس العالم الحالي لكرة القدم. والكأس من الذهب الخالص بارتفاع 47 سم.[1]

## النتائج
| 1970 تفاصيل | البحرين                  | · الكويت                   | د/ر                | · البحرين                  | · السعودية                        | د/ر                               | · قطر                             |
| 1972 تفاصيل | السعودية                 | · الكويت                   | د/ر                | · السعودية                 | · الإمارات العربية المتحدة        | د/ر                               | · قطر                             |
| 1974 تفاصيل | الكويت                   | · الكويت                   | 4 – 0              | · السعودية                 | · الإمارات العربية المتحدة        | 1 – 1 (3 – 0 ر.ت.)                | · قطر                             |
| 1976 تفاصيل | قطر                      | · الكويت                   | 4 – 2              | · العراق                   | · قطر                             | د/ر                               | · البحرين                         |
| 1979 تفاصيل | العراق                   | · العراق                   | د/ر                | · الكويت                   | · السعودية                        | د/ر                               | · البحرين                         |
| 1982 تفاصيل | الإمارات العربية المتحدة | · الكويت                   | د/ر                | · البحرين                  | · الإمارات العربية المتحدة        | د/ر                               | · السعودية                        |
| 1984 تفاصيل | عمان                     | · العراق                   | 1 – 1 (3 – 2 ر.ت.) | · قطر                      | · السعودية                        | د/ر                               | · الإمارات العربية المتحدة        |
| 1986 تفاصيل | البحرين                  | · الكويت                   | د/ر                | · الإمارات العربية المتحدة | · السعودية                        | د/ر                               | · قطر                             |
| 1988 تفاصيل | السعودية                 | · العراق                   | د/ر                | · الإمارات العربية المتحدة | · السعودية                        | د/ر                               | · البحرين                         |
| 1990 تفاصيل | الكويت                   | · الكويت                   | د/ر                | · قطر                      | · البحرين                         | د/ر                               | · عمان                            |
| 1992 تفاصيل | قطر                      | · قطر                      | د/ر                | · البحرين                  | · السعودية                        | د/ر                               | · الإمارات العربية المتحدة        |
| 1994 تفاصيل | الإمارات العربية المتحدة | · السعودية                 | د/ر                | · الإمارات العربية المتحدة | · البحرين                         | د/ر                               | · قطر                             |
| 1996 تفاصيل | عمان                     | · الكويت                   | د/ر                | · قطر                      | · السعودية                        | د/ر                               | · الإمارات العربية المتحدة        |
| 1998 تفاصيل | البحرين                  | · الكويت                   | د/ر                | · السعودية                 | · الإمارات العربية المتحدة        | د/ر                               | · عمان                            |
| 2002 تفاصيل | السعودية                 | · السعودية                 | د/ر                | · قطر                      | · الكويت                          | د/ر                               | · البحرين                         |
| 2003 تفاصيل | الكويت                   | · السعودية                 | د/ر                | · البحرين                  | · قطر                             | د/ر                               | · عمان                            |
| 2004 تفاصيل | قطر                      | · قطر                      | 1 – 1 (6 – 5 ر.ت.) | · عمان                     | · البحرين                         | 3 – 1                             | · الكويت                          |
| 2007 تفاصيل | الإمارات العربية المتحدة | · الإمارات العربية المتحدة | 1 – 0              | · عمان                     | السعودية و البحرين                | السعودية و البحرين                | السعودية و البحرين                |
| 2009 تفاصيل | عمان                     | · عمان                     | 0 – 0 (6 – 5 ر.ت.) | · السعودية                 | الكويت و قطر                      | الكويت و قطر                      | الكويت و قطر                      |
| 2010 تفاصيل | اليمن                    | · الكويت                   | 1 – 0              | · السعودية                 | العراق و الإمارات العربية المتحدة | العراق و الإمارات العربية المتحدة | العراق و الإمارات العربية المتحدة |
| 2013 تفاصيل | البحرين                  | · الإمارات العربية المتحدة | 2 – 1 (ب.و.إ.)     | · العراق                   | · الكويت                          | 6 – 1                             | · البحرين                         |
| 2014 تفاصيل | السعودية                 | · قطر                      | 2 – 1              | · السعودية                 | · الإمارات العربية المتحدة        | 1 – 0                             | · عمان                            |
| 2017 تفاصيل | الكويت                   | · عمان                     | 0 – 0 (5 – 4 ر.ت.) | · الإمارات العربية المتحدة | العراق و البحرين                  | العراق و البحرين                  | العراق و البحرين                  |
| 2019 تفاصيل | قطر                      | · البحرين                  | 1 – 0              | · السعودية                 | العراق و قطر                      | العراق و قطر                      | العراق و قطر                      |
| 2023 تفاصيل | العراق                   | · العراق                   | 3 – 2 (ب.و.إ.)     | · عمان                     | البحرين و قطر                     | البحرين و قطر                     | البحرين و قطر                     |
| 2024 تفاصيل | الكويت                   | · البحرين                  | 2 – 1              | · عمان                     | الكويت و السعودية                 | الكويت و السعودية                 | الكويت و السعودية                 |
| 2027 تفاصيل | السعودية                 |                            |                    |                            |                                   |                                   |                                   |

### الأبطال
تم اعتبار التواجد في نصف النهائي بالبرونز.
  *   البلد المضيف (مضيف)
| المرتبة | فريق                     | ذهبية | فضية | برونزية | المجموع |
| ------- | ------------------------ | ----- | ---- | ------- | ------- |
| 1       | الكويت                   | 10    | 1    | 4       | 15      |
| 2       | العراق                   | 4     | 2    | 3       | 9       |
| 3       | السعودية                 | 3     | 7    | 9       | 19      |
| 4       | قطر                      | 3     | 4    | 5       | 12      |
| 5       | الإمارات العربية المتحدة | 2     | 4    | 6       | 12      |
| 5       | البحرين                  | 2     | 4    | 6       | 12      |
| 7       | عمان                     | 2     | 4    | 0       | 6       |
| 8       | اليمن                    | 0     | 0    | 0       | 0       |
| المجموع | المجموع                  | 26    | 26   | 33      | 85      |

## الدول المشاركة
| الفريق   | 1970                                          | 1972                                          | 1974                                          | 1976                                          | 1979                                          | 1982                                          | 1984                                          | 1986                                          | 1988                                          | 1990                                          | 1992                                          | 1994                                          | 1996                                          | 1998                                          | 2002                                          | 2003   | 2004   | 2007   | 2009   | 2010   | 2013   | 2014   | 2017   | 2019   | 2023   | 2024   | المجموع |
| -------- | --------------------------------------------- | --------------------------------------------- | --------------------------------------------- | --------------------------------------------- | --------------------------------------------- | --------------------------------------------- | --------------------------------------------- | --------------------------------------------- | --------------------------------------------- | --------------------------------------------- | --------------------------------------------- | --------------------------------------------- | --------------------------------------------- | --------------------------------------------- | --------------------------------------------- | ------ | ------ | ------ | ------ | ------ | ------ | ------ | ------ | ------ | ------ | ------ | ------- |
| البحرين  | الثاني                                        | انس.                                          | م.م                                           | الرابع                                        | الرابع                                        | الثاني                                        | م.م                                           | م.م                                           | الرابع                                        | الثالث                                        | الثاني                                        | الثالث                                        | م.م                                           | م.م                                           | م.م                                           | الثاني | الثالث | ن.ن    | م.م    | م.م    | الرابع | م.م    | ن.ن    | البطل  | ن.ن    | البطل  | 26      |
| العراق   |                                               |                                               |                                               | الثاني                                        | البطل                                         | انس.                                          | البطل                                         | م.م                                           | البطل                                         | انس.                                          |                                               |                                               |                                               |                                               |                                               |        | م.م    | م.م    | م.م    | ن.ن    | الثاني | م.م    | ن.ن    | ن.ن    | البطل  | م.م    | 17      |
| الكويت   | البطل                                         | البطل                                         | البطل                                         | البطل                                         | الثاني                                        | البطل                                         | م.م                                           | البطل                                         | م.م                                           | البطل                                         | م.م                                           | م.م                                           | البطل                                         | البطل                                         | الثالث                                        | م.م    | الرابع | م.م    | ن.ن    | البطل  | الثالث | م.م    | م.م    | م.م    | م.م    | ن.ن    | 26      |
| عمان     |                                               |                                               | م.م                                           | م.م                                           | م.م                                           | م.م                                           | م.م                                           | م.م                                           | م.م                                           | الرابع                                        | م.م                                           | م.م                                           | م.م                                           | الرابع                                        | م.م                                           | الرابع | الثاني | الثاني | البطل  | م.م    | م.م    | الرابع | البطل  | م.م    | الثاني | الثاني | 24      |
| قطر      | الرابع                                        | الرابع                                        | الثالث                                        | الثالث                                        | م.م                                           | م.م                                           | الثاني                                        | الرابع                                        | م.م                                           | الثاني                                        | البطل                                         | الرابع                                        | الثاني                                        | م.م                                           | الثاني                                        | الثالث | البطل  | م.م    | ن.ن    | م.م    | م.م    | البطل  | م.م    | ن.ن    | ن.ن    | م.م    | 26      |
| السعودية | الثالث                                        | الثاني                                        | الثاني                                        | م.م                                           | الثالث                                        | الرابع                                        | الثالث                                        | الثالث                                        | الثالث                                        | انس.                                          | الثاني                                        | البطل                                         | الثالث                                        | الثاني                                        | البطل                                         | البطل  | م.م    | ن.ن    | الثاني | الثاني | م.م    | الثاني | م.م    | الثاني | م.م    | ن.ن    | 25      |
| الإمارات |                                               | الثالث                                        | الرابع                                        | م.م                                           | م.م                                           | الثالث                                        | الرابع                                        | الثاني                                        | الثاني                                        | م.م                                           | الرابع                                        | الثاني                                        | الرابع                                        | الثالث                                        | م.م                                           | م.م    | م.م    | البطل  | م.م    | ن.ن    | البطل  | الثالث | الثاني | م.م    | م.م    | م.م    | 25      |
| اليمن    | ليس عضو في اتحاد كأس الخليج العربي لكرة القدم | ليس عضو في اتحاد كأس الخليج العربي لكرة القدم | ليس عضو في اتحاد كأس الخليج العربي لكرة القدم | ليس عضو في اتحاد كأس الخليج العربي لكرة القدم | ليس عضو في اتحاد كأس الخليج العربي لكرة القدم | ليس عضو في اتحاد كأس الخليج العربي لكرة القدم | ليس عضو في اتحاد كأس الخليج العربي لكرة القدم | ليس عضو في اتحاد كأس الخليج العربي لكرة القدم | ليس عضو في اتحاد كأس الخليج العربي لكرة القدم | ليس عضو في اتحاد كأس الخليج العربي لكرة القدم | ليس عضو في اتحاد كأس الخليج العربي لكرة القدم | ليس عضو في اتحاد كأس الخليج العربي لكرة القدم | ليس عضو في اتحاد كأس الخليج العربي لكرة القدم | ليس عضو في اتحاد كأس الخليج العربي لكرة القدم | ليس عضو في اتحاد كأس الخليج العربي لكرة القدم | م.م    | م.م    | م.م    | م.م    | م.م    | م.م    | م.م    | م.م    | م.م    | م.م    | م.م    | 11      |
| المجموع  | 4                                             | 5                                             | 6                                             | 7                                             | 7                                             | 7                                             | 7                                             | 7                                             | 7                                             | 6                                             | 6                                             | 6                                             | 6                                             | 6                                             | 6                                             | 7      | 8      | 8      | 8      | 8      | 8      | 8      | 8      | 8      | 8      | 8      |         |

دليل:
- #: مدعو
- حدود حمراء: البلد المضيف
- فراغ: لم يدخل
- س.ف.ب: سيحدد فيما بعد
- م.م: مرحلة المجموعات
- ن.ن: بلغ نصف النهائي (لا مباراة للمركز الثالث)
- انس.: انسحب

ملاحظة:
- منع  العراق من المنافسة في الفترة من عام 1992 إلى عام 2003.
- اليمن هو المنتخب الوحيد الذي لم يفز بعد في البطولة.
- احتلت  البحرين و السعودية المركز الثاني بالشراكة في 1992.
- لم تقم مباراة للمركز الثالث في أعوام 2007 و2009 و2010 و2017 و2019 و2023.

### الأحداث المميزة لكل بطولة
| الدورة | الحدث المميز | عدد المجموعات  |
| ------ | --- | -------------- |
| 1970   | | 1              |
| 1972   | انضمام الإمارات للبطولة | 1              |
| 1974   | انضمام عُمان للبطولة | 2              |
| 1976   | انضمام العراق للبطولة | 1+مبارة فاصلة  |
| 1979   | أول لقب للمنتخب العراقي | 1              |
| 1982   | انسحاب العراق من البطولة | 1              |
| 1984   | | 1+ مبارة فاصلة |
| 1986   | | 1              |
| 1988   | | 1              |
| 1990   | انسحاب السعودية قبل البطولة، وتلتها العراق أثناء البطولة                                                                        | 1              |
| 1992   | فوز منتخب قطر باللقب يكسر 22 سنة من الاحتكار الكويتي - العراقي للبطولة، وحرمان منتخب العراق من المشاركة بسبب حرب الخليج الثانية | 1              |
| 1994   | أول لقب للسعودية | 1              |
| 1996   | | 1              |
| 1998   | | 1              |
| 2002   | | 1              |
| 2003   | انضمام اليمن للبطولة | 1              |
| 2004   | عودة العراق للبطولة | 2              |
| 2007   | أول لقب للإمارات العربية المتحدة                                                                                                | 2              |
| 2009   | أول لقب لسلطنة عُمان | 2              |
| 2010   | | 2              |
| 2013   | | 2              |
| 2014   | | 2              |
| 2017   | | 2              |
| 2019   | أول لقب للبحرين | 2              |
| 2023   | | 2              |

## جدول الترتيب عبر التاريخ
الجدول صحيح اعتبارًا من نهاية كأس الخليج العربي 2023.
| # | المنتخب                  | المشاركات | لعب | فاز | تعادل | خسر | له  | عليه | ف.أ | نقاط |
| - | ------------------------ | --------- | --- | --- | ----- | --- | --- | ---- | --- | ---- |
| 1 | السعودية                 | 24        | 112 | 57  | 25    | 30  | 166 | 106  | +60 | 196  |
| 2 | الكويت                   | 25        | 115 | 57  | 24    | 34  | 200 | 115  | +85 | 195  |
| 3 | قطر                      | 25        | 114 | 43  | 29    | 42  | 140 | 136  | +4  | 158  |
| 4 | الإمارات العربية المتحدة | 24        | 114 | 41  | 29    | 41  | 119 | 139  | −20 | 152  |
| 5 | العراق                   | 14        | 73  | 37  | 25    | 11  | 132 | 64   | +68 | 136  |
| 6 | البحرين                  | 24        | 107 | 32  | 34    | 41  | 113 | 135  | −22 | 130  |
| 7 | عمان                     | 23        | 111 | 23  | 29    | 59  | 91  | 180  | −89 | 98   |
| 8 | اليمن                    | 10        | 33  | 1   | 6     | 27  | 12  | 84   | −72 | 6    |

المصدر:
ملاحظة: هذا الجدول لا يشمل 11 مباراة ملغاة:
1. 1972 (طرد البحرين من البطولة)
2. 1982 (العراق انسحب من البطولة)
3. 1990 (العراق انسحب من البطولة)

## إحصائيات

### إحصائية الأهداف
يُلاحظ أن معدل التهديف في البطولات الأولى كان أكبر من نظيره في البطولات الحديثة، فمنذ الدورة الخامسة عام 1979م، لم يتجاوز معدّل التهديف ثلاثة أهداف في المبارة إلاّ في بطولة 2004م. وقد كانت البطولة الثانية عام 1972م هي الأعلى في متوسط الأهداف (4.17 هدفاً للمبارة)، في حين كانت البطولة الرابعة عام 1976م هي الأعلى في عدد الأهداف الإجمالي (84 هدفاً).
| الدورة | عدد المباريات | عدد الأهداف | معدل التهديف |
| ------ | ------------- | ----------- | ------------ |
| 1970   | 6             | 19          | 3.17         |
| 1972   | 6             | 25          | 4.17         |
| 1974   | 10            | 40          | 4.00         |
| 1976   | 22            | 84          | 3.82         |
| 1979   | 21            | 70          | 3.33         |
| 1982   | 15            | 38          | 2.53         |
| 1984   | 22            | 51          | 2.32         |
| 1986   | 21            | 53          | 2.52         |
| 1988   | 21            | 34          | 1.62         |
| 1990   | 10            | 21          | 2.10         |
| 1992   | 15            | 30          | 2.00         |
| 1994   | 15            | 34          | 2.27         |
| 1996   | 15            | 35          | 2.33         |
| 1998   | 15            | 40          | 2.67         |
| 2002   | 15            | 33          | 2.20         |
| 2003   | 21            | 46          | 2.19         |
| 2004   | 16            | 59          | 3.69         |
| 2007   | 15            | 34          | 2.27         |
| 2009   | 15            | 31          | 2.07         |
| 2010   | 15            | 30          | 2.00         |
| 2013   | 16            | 36          | 2.25         |
| 2014   | 16            | 33          | 2.06         |
| 2017   | 15            | 23          | 1.53         |
| 2019   | 15            | 45          | 3.00         |
| 2023   | 15            | 39          | 2.60         |
| 2024   | 15            | 41          | 2.73         |

- سجلت  الكويت الهدف رقم 100 في 3 آذار/مارس 1988 ضد  قطر.
- سجلت  السعودية الهدف رقم 100 في 19 تشرين الأول/أكتوبر 1996 ضد  قطر.
- سجلت  قطر الهدف رقم 100 في 16 كانون الأول/ديسمبر 2004 ضد  عُمان.
- سجلت  العراق الهدف رقم 100 في 2 كانون الأول/ديسمبر 2010 ضد  الكويت.
- سجلت  البحرين الهدف رقم 100 في 11 كانون الثاني/يناير 2013 ضد  قطر.
- سجلت  الإمارات العربية المتحدة الهدف رقم 100 في 11 كانون الثاني/يناير 2013 ضد  عُمان.
- سجلت  الكويت الهدف رقم 200 في 13 كانون الثاني/يناير 2023 ضد  البحرين

لا يشمل الأهداف من المباريات الملغاة أو المنسحبة (1972 – مباريات  البحرين، 1982 و 1990 مباريات  العراق)
يشمل مباراة الدور التمهيدي 1974
لا يشمل أهداف ركلات الترجيح

### مدربو الفرق الفائزة
| الفريق                   | المدرب              | العام |
| ------------------------ | ------------------- | ----- |
| الكويت                   | طه الطوخي           | 1970  |
| الكويت                   | ليوبيسا بروشتش      | 1972  |
| الكويت                   | ليوبيسا بروشتش      | 1974  |
| الكويت                   | ماريو زاغالو        | 1976  |
| العراق                   | عمو بابا            | 1979  |
| الكويت                   | شيرول               | 1982  |
| العراق                   | عمو بابا            | 1984  |
| الكويت                   | صالح زكريا          | 1986  |
| العراق                   | عمو بابا            | 1988  |
| الكويت                   | لويس فيليب سكولاري  | 1990  |
| قطر                      | لابولا              | 1992  |
| السعودية                 | محمد الخراشي        | 1994  |
| الكويت                   | ميلان ماتشالا       | 1996  |
| الكويت                   | ميلان ماتشالا       | 1998  |
| السعودية                 | ناصر الجوهر         | 2002  |
| السعودية                 | بيتر فاندرليم       | 2003  |
| قطر                      | جمال الدين موسوفيتش | 2004  |
| الإمارات العربية المتحدة | برونو ميتسو         | 2007  |
| سلطنة عمان               | كلود لوروا          | 2009  |
| الكويت                   | غوران توفيغدزيتش    | 2010  |
| الإمارات العربية المتحدة | مهدي علي            | 2013  |
| قطر                      | جمال بلماضي         | 2014  |
| عُمان                     | بيم فيربيك          | 2017  |
| البحرين                  | هيليو سوزا          | 2019  |
| العراق                   | خيسوس كاساس         | 2023  |

### أفضل هدافين البطولة
| المركز | اللاعب                                                               | عدد الأهداف |
| ------ | -------------------------------------------------------------------- | ----------- |
| 1      | جاسم يعقوب                                                           | 18 هدف      |
| 2      | حسين سعيد ماجد عبد الله                                              | 17 هدف      |
| 3      | جاسم الهويدي فيصل الدخيل                                             | 14 هدف      |
| 4      | منصور مفتاح علي مبخوت                                                | 13 هدف      |
| 5      | يوسف سويد بدر المطوع                                                 | 12 هدف      |
| 6      | فهد خميس محمود صوفي                                                  | 10 أهداف    |
| 7      | عدنان الطلياني فهد خميس علي الملا طلال يوسف ياسر القحطاني محمود صوفي | 10 أهداف    |
| 8      | حمد بوحمد سعيد مذكور عادل خميس فلاح حسن محمد المغنم عماد الحوسني     | 8 أهداف     |
| 10     | إبراهيم زويد زهير بخيت هاني الضابط علاء حبيل إسماعيل مطر مبارك مصطفى | 6 أهداف     |

### احصاءات أخرى
- أكبر فوز - 8 أهداف.

 الكويت 8–0  عمان (29 آذار/مارس 1976)
- أكبر عدد من الأهداف في المباراة - 8 أهداف.

 الكويت 8–0  عمان (29 آذار/مارس 1976)
- أكبر عدد أهداف للاعب في مباراة واحدة - 5 أهداف.

ماجد عبد الله،  السعودية (3 نيسان/ابريل 1979 ضد  قطر)
جاسم الهويدي،  الكويت (1998 ضد  قطر)
- أكبر عدد أهداف للاعب في بطولة واحدة - 10 أهداف.

حسين سعيد،  العراق (1979)

## أنظر أيضًا
- كأس الخليج العربي تحت 23 سنة
- كأس الخليج العربي تحت 19 سنة
- كأس الخليج العربي تحت 17 سنة
- كأس الخليج لكرة الصالات
- بطولة اتحاد غرب آسيا
- كأس العرب